# María Martínez Allegue
María Martínez Allegue (Vigo, 1978) es una jurista y política española, desde abril de 2024 consejera de Vivienda y Planificación de Infraestructuras de la Junta de Galicia.

## Biografía
Es licenciada en Derecho y funcionaria de carrera de la administración local con habilitación de carácter nacional, en las subescalas de secretaría-intervención y de secretaría de entrada.

## Carrera profesional
Ha ejercido como secretaria-interventora en el Ayuntamiento de Lousame, secretaria en los ayuntamientos de Tui y Mos, y tesorera en el Ayuntamiento de Marín. 
Antes de su nombramiento como consejera, fue jefa territorial de Infraestructuras y Movilidad en Pontevedra y directora de la Agencia de Protección Jurídica Urbanística, entre otros cargos en la administración autonómica.

## Consejería de Vivenda e Planificación de Infraestruturas
Fue nombrada consejera por el Decreto 44/2024, de 14 de abril, e inició su mandato en el nuevo gabinete presidido por Alfonso Rueda. Tomó posesión a mediados de abril de 2024 en el Palacio de Rajoy, junto con el resto de conselleiros del Ejecutivo gallego. 
Como titular del departamento, asumió, entre otras funciones, la presidencia de la Junta Consultiva en Materia de Ordenación del Territorio y Urbanismo.

## Reconocimientos y actividad pública
Diversos medios han destacado su papel al frente de la consejería en materia de vivienda e infraestructuras, así como sus posicionamientos en políticas de vivienda en Galicia.